# Deutsche Tischtennis-Meisterschaft 1987
Die 55. nationale Deutsche Tischtennis-Meisterschaft fand vom 20. bis 22. März 1987 in Berlin  in der Deutschlandhalle statt.
Im Herreneinzel verteidigte Georg Böhm seinen Vorjahrestitel. Er siegte damit dreimal in Folge und insgesamt zum fünften Mal. Das Herrendoppel sah Carsten Matthias/Bernd Sonntag als Sieger. Bei allen Wettbewerben mit Damenbeteiligung gab es diesmal zwangsläufig neue Titelträger, denn Olga Nemes, die hier im Vorjahr auf dem Treppchen stand, fehlte krankheitsbedingt. Nicole Struse nutzte diese Chance und wurde erstmals Deutsche Meisterin, bislang mit 15 Jahren die jüngste Damenmeisterin. Das Damendoppel Susanne Wenzel/Anke Schreiber, früher Olschweski blieb ohne Satzverlust und gewann erneut nach 1983, 1984 und 1954. Im Mixed tauchten Steffen Fetzner/Katja Nolten erstmals in den Siegerlisten auf.
| Platz | Herreneinzel | Dameneinzel          | Herrendoppel                    | Damendoppel                       | Mixed                              |
| ----- | ------------ | -------------------- | ------------------------------- | --------------------------------- | ---------------------------------- |
| 1     | Georg Böhm   | Nicole Struse        | Carsten Matthias/Bernd Sonntag  | Susanne Wenzel/Anke Schreiber     | Steffen Fetzner/Katja Nolten       |
| 2     | Ralf Wosik   | Susanne Wenzel       | Wilfried Lieck/Manfred Nieswand | Margit Freiberg/Kirsten Trupkovic | Matthias Höring/Ilka Böhning       |
| 3     | Jürgen Rebel | Cornelia Faltermaier | Matthias Höring/Andreas Preuß   | Alexandra Nolte/Agnes Simon       | Michael Krumtünger/Annette Mausolf |
| 3     | Jörg Roßkopf | Katja Nolten         | Jörg Budzisz/Abris Lelbach      | Katja Nolten/Ulla Rottmann        | Jörg Roßkopf/Anke Schreiber        |

In den Einzelwettbewerben wurden drei Gewinnsätze ausgespielt, in den Doppelwettbewerben dagegen nur zwei Gewinnsätze. 

## Wissenswertes
- Der Doppelsieg von Carsten Matthias/Bernd Sonntag wurde als Überraschung gewertet. Tragisch die Paarung Wilfried Lieck/Manfred Nieswand, die ihr fünftes Finale (Herrendoppel) in Folge verloren.
- Jörg Budzisz war ursprünglich nur als Zuschauer anwesend. Er sprang im Doppel als Ersatz für den verletzten Hans-Joachim Nolten ein und holte mit Abris Lelbach Bronze. Im Viertelfinale setzten sie sich überraschend gegen Jörg Roßkopf/Steffen Fetzner durch.
- Mit Carsten Matthias und Christiane Matthias nahem zwei Geschwister teil.
- Bernie Vossebein nahm zum 45. Mal in Folge an Deutschen Meisterschaften teil.
- Die 7.500 Zuschauer fassende Halle war zeitweise nur bis zu einem Drittel besetzt, weshalb „der berühmte Funke lange nicht überspringen“ konnte. Insgesamt 7300 Besucher wurden an den drei Tagen gezählt.